# Zuidschermer
Zuidschermer is een dorp in de gemeente Alkmaar, in de Nederlandse provincie Noord-Holland. Het dorp telt ongeveer 650 inwoners.

## Geschiedenis
Zuidschermer viel tot 1 januari 1993 onder de gemeente Akersloot en tot 1 januari 2015 tot de gemeente Schermer.
Van 1736 tot 1751 was (de later als wiskundige vermaard geworden) Laurens Praalder leraar in Zuidschermer.
Tot en met 31 december 2014 was Zuidschermer onderdeel van de gemeente Schermer. Op 1 januari 2015 ging de plaats samen met de gemeente op in de gemeente Alkmaar.

## Bezienswaardigheden
De belangrijkste bezienswaardigheid van Zuidschermer is het Zwarte kerkje uit 1665, een van de zeer weinige bewaarde voorbeelden van een stolpkerk. Het kerkje werd gebouwd naar het voorbeeld van de stolpkerk in Volendam, maar werd in de 19e eeuw aangepast door er bakstenen buitenmuren aan toe te voegen. Het gebouw is erkend als rijksmonument. Naast dit kerkje, het schoolgebouw (1790) en een melkboerderij, heeft Zuidschermer buiten het landschap zelf niet veel te bieden aan bezienswaardigheden. In het land nabij Zuidschermer staat nog wel Poldermolen K.
Het dorp ligt in een beschermd dorpsgebied.

## Historische kaart

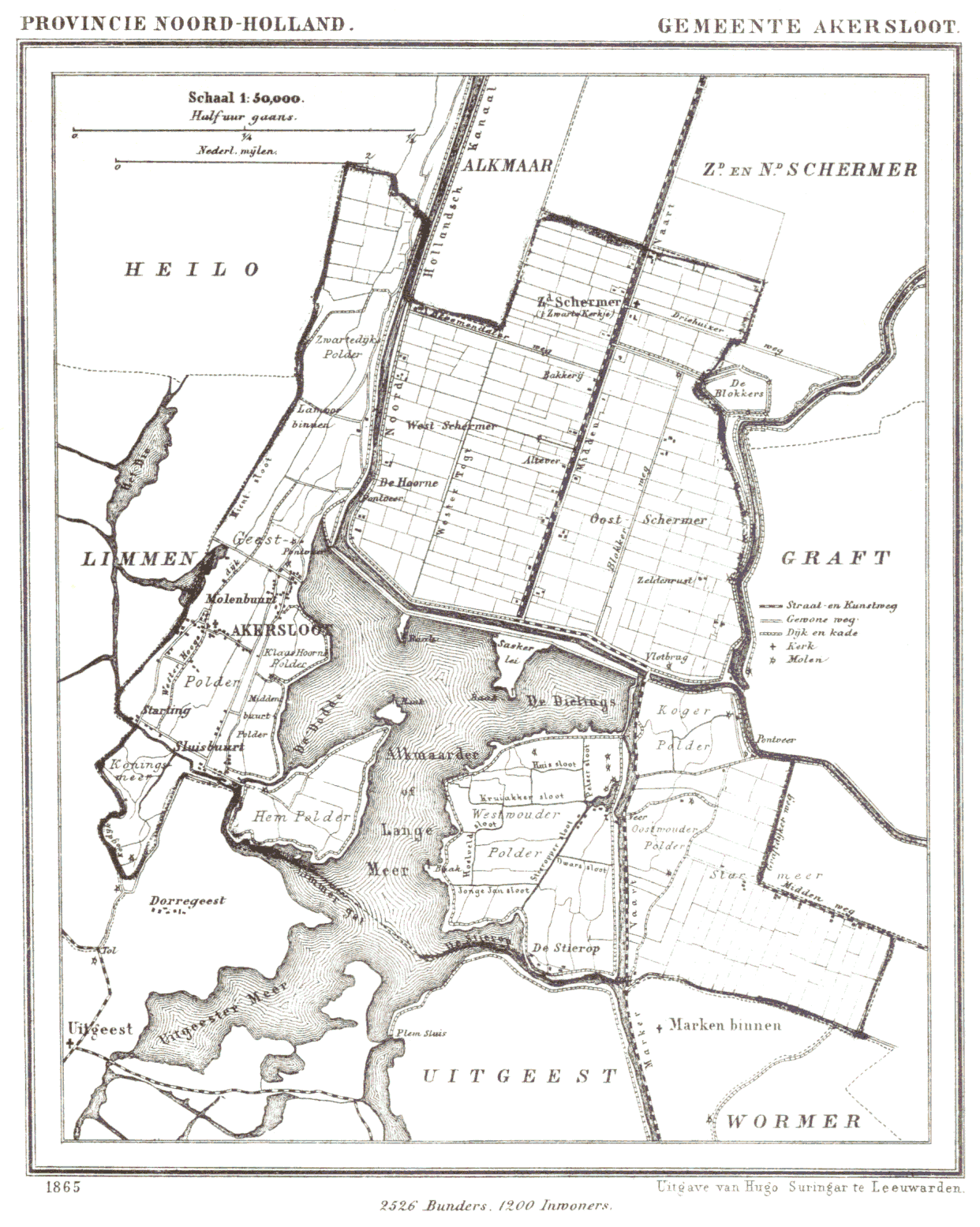
De voormalige gemeente Akersloot

Stad: Alkmaar     

Dorpen: Driehuizen · Graft · Grootschermer · Koedijk (deels) · Markenbinnen · Noordeinde · Oost-Graftdijk · Oterleek · Oudorp · De Rijp · Schermerhorn · Starnmeer · Stompetoren · Ursem (deels) · West-Graftdijk · Zuidschermer 

Buurtschappen: Bergermeer · Kogerpolder (deels) · Omval · Nieuwpoort · De Nollen · De Weijdt 

Noord-Holland: Steden en dorpen      Nederland: Provincies · Gemeenten